# Samson et Dalila (Mantegna)
Pour les articles homonymes, voir Samson et Dalila (homonymie).
Samson et Dalila est un tableau réalisé par le peintre italien Andrea Mantegna vers 1500. Cette détrempe sur toile est une peinture religieuse qui représente en grisaille Dalila coupant les cheveux de Samson, qui s'est endormi sur ses genoux à côté d'une fontaine au pied d'un arbre. Achetée en 1883, l'œuvre est conservée à la National Gallery, à Londres, au Royaume-Uni.